# Ásgeir Elíasson
Ásgeir Elíasson est un joueur puis entraîneur islandais de football né le 22 novembre 1949. Il évoluait au poste de milieu de terrain

## Joueur
La carrière d'Ásgeir est principalement liée au Fram Reykjavik, où il débute et achève son parcours de joueur.  Il connaît néanmoins d'autres clubs, tels que le Vikingur Olafsvik, le FH ou Þróttur. 
Bon milieu de terrain, il obtient 32 capes avec l'Islande, étalées sur une période de quinze ans. Il côtoie notamment au cours de sa carrière en sélection Matthías Hallgrímsson, Guðni Kjartansson , Ingi Björn Albertsson, Atli Eðvaldsson ou encore Arnor Gudjohnsen.
Sportif émérite, il représente également l'Islande en handball et en volley.

## Entraîneur
Ásgeir est un coach mythique du Fram Reykjavik, qu'il entraîne pendant douze ans, et avec qui il décroche quatre titres de champion d'Urvalsdeild.
Durant cette période faste (86-90) pour le club de la capitale, il mène ses troupes en coupe d'Europe, décrochant la première victoire d'un club islandais au-delà du premier tour. En effet, lors de la C2 85/86, Fram se qualifie au second tour et bat le Rapid Vienne 2 buts à 1 (mais est éliminé).
Surtout, Fram réalise un beau parcours lors de la C2 1990/1991. Après avoir aisément éliminé le champion d'Allsvenskan, Djurgårdens, les Islandais accueille le grand FC Barcelone de Johan Cruijff. Il s'en faudra de peu pour que Fram n'accroche le club catalan au Laugardalsvöllur. C'est finalement un but litigieux de Hristo Stoichkov à la 87e minute qui permet aux Espagnols de l'emporter 2-1.
Il est également sélectionneur national entre 1991 et 1995. Sous sa coupe, les insulaires remportent douze matchs, soit plus qu'avec n'importe quel autre sélectionneur (avant l'arrivée de Lars Lagerbäck). Il est également chargé des Espoirs pendant cette période.
Après un énième retour à Fram (auréolé d'un titre de champion) et un passage à l'IR Reykjavik, il meurt subitement à son domicile en septembre 2007

## Palmarès

### Joueur
- Fram
  - Champion d'Islande en 1972
  - Vainqueur de la Coupe d'Islande en 1985

### Entraineur
- Fram
  - Champion d'Islande en 1986, 1988, 1990 et 2006
  - Champion d'Islande de deuxième division en 1996
  - Vainqueur de la Coupe d'Islande en 1989